# Anárjohka
Der Fluss Anárjohka (Namensursprung nordsamisch, finnisch: Inarijoki, schwedisch: Enare älv) ist einer der beiden Quellflüsse des norwegisch-finnischen Grenzflusses Tana und durchfließt die Kommunen Kautokeino und Karasjok im Fylke Finnmark im äußersten Norden Norwegens.
Die Anárjohka entspringt in den Mittelgebirgshügeln im Süden der norwegischen Landschaft Finnmark und fließt nach Nordosten. Als Quelle der Anárjohka wird ein kleiner See 1 km südwestlich des Bergs Boaroaivi nur 100 m nördlich der Grenze zu Finnland angegeben. Von der Quelle bis zum Zusammenfluss mit der Kárášjohka kurz nach Karigasniemi legt die Anárjohka 106 km zurück. Von der Mündung der Skiehččanjohka bis zum Zusammenfluss mit der Kárášjohka bildet die Anárjohka auf 80 km die Staatsgrenze zu Finnland. Im Bereich der Seen Bosmmiidjávrrit und Gávdnjajávri heißt der Oberlauf der Anárjohka Bosmmiidjohka sowie Gavdnjajohka.
Im Bereich des Oberlaufs der Anárjohka befindet sich der Anárjohka-Nationalpark. Die einzige größere Siedlung am Fluss ist Karigasniemi auf finnischer Seite. Dort befindet sich auch die einzige Brücke über die Anárjohka. Auf dieser Grenzbrücke treffen sich die norwegische Reichsstraße Rv92 und die finnische Hauptstraße Kantatie 92.

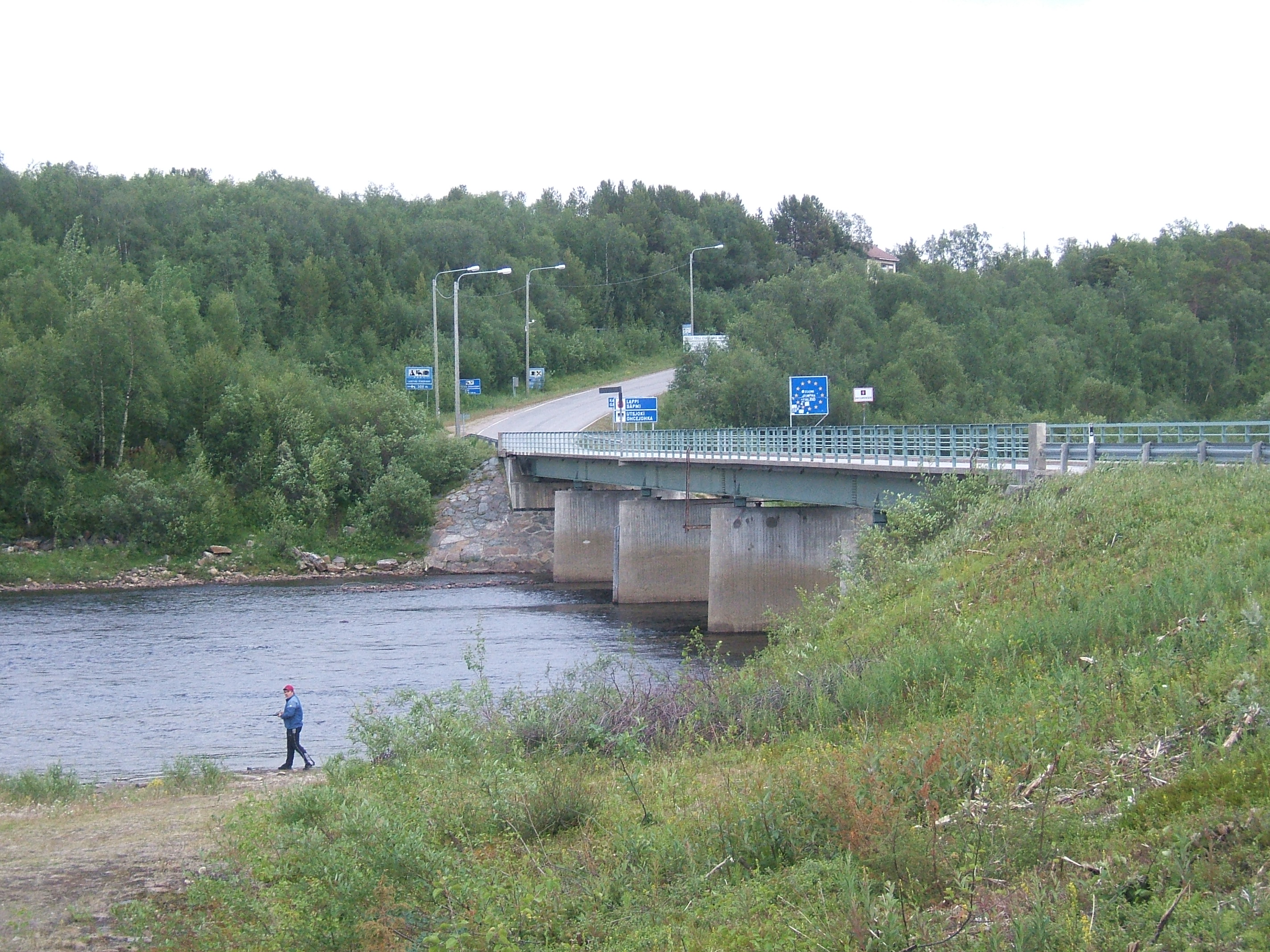
Grenzbrücke über die Anárjohka bei Karigasniemi von norwegischer Seite
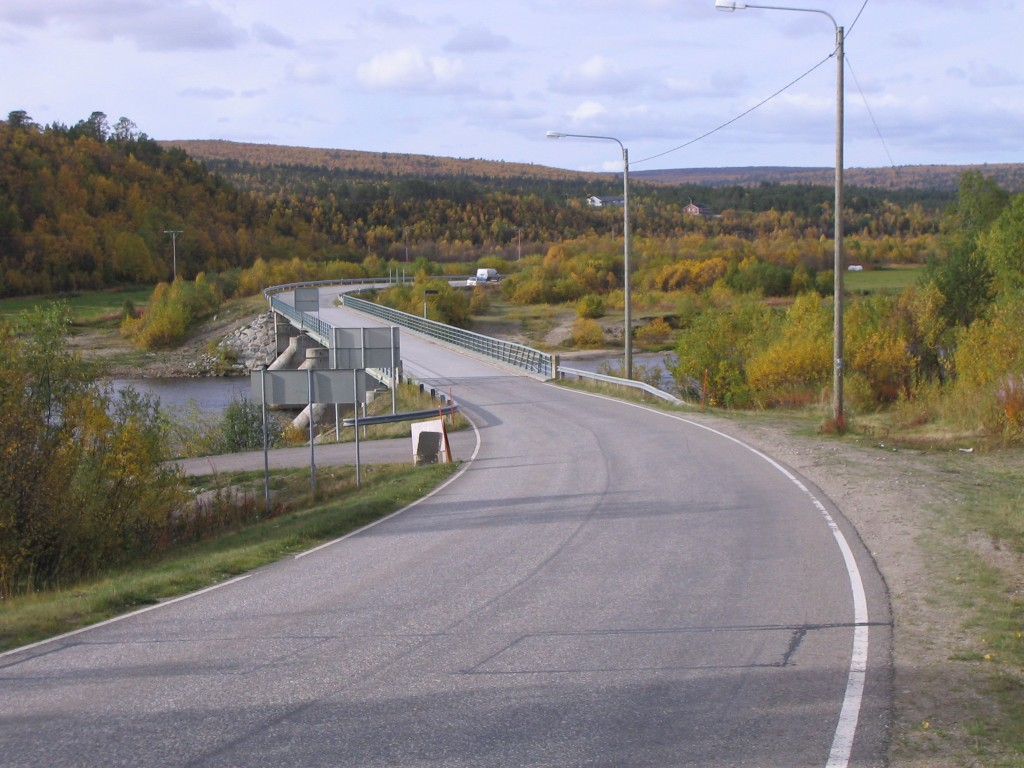
Grenzbrücke über die Anárjohka bei Karigasniemi von finnischer Seite